# Joseph Storck
Pour les articles homonymes, voir Storck.
Joseph Storck (16 août 1897, Guebwiller, Haut-Rhin - janvier 1989, Biarritz, Pyrénées-Atlantiques) est un enseignant français qui sauve de nombreux élèves juifs durant la Seconde Guerre mondiale, résistant qui reçoit à titre posthume le titre de Juste parmi les nations le 14 juin 1998, du mémorial de Yad Vashem (Jérusalem, Israël).

## Biographie
Joseph Storck est le fils d'Émile Storck et Maria Million. Émile Storck est contremaître aux Établissements Grün [F.J. Grün à Guebwiller (Machines de filature)]. Il est l'ainé d'une famille de neuf enfants.
En 1912, Joseph Storck étudie à l'école préparatoire, puis à l'école d'instituteur de Colmar, Haut-Rhin.

### Première Guerre mondiale
En septembre 1914, il est mobilisé et sert dans l'artillerie sur le front russe jusqu'en 1918.

### Après la Première Guerre mondiale
Après la Première Guerre mondiale, il termine ses études à Aix-en-Provence et obtient un poste d'instituteur. Il enseigne dans plusieurs communes de la Hardt et du Piémont vosgien.
En 1923, il enseigne à l'annexe de l'École normale de Colmar.
En 1928, il devient professeur de lettres. Il est nommé à Colmar. Il devient professeur agrégé en 1931, à Carcassonne, Aude.
En 1933, il devient censeur au lycée de Belfort.
En 1935, il devient proviseur au Lycée Gérôme de Vesoul.
En 1938, il devient proviseur au lycée Gay Lussac à Limoges.

### Seconde Guerre mondiale: proviseur et résistant
En 1940, Joseph Storck est mobilisé sur le front de la Lorraine et en Belgique, comme commandant de batterie d'artillerie.
De 1938 à 1944, Joseph Storck est proviseur du lycée Gay-Lussac (Limoges). Il sauve de nombreux pensionnaires juifs en leur donnant de fausses identités fabriquées dans son imprimerie clandestine. Il les cache lors des perquisitions de la Gestapo et de la milice.
Parmi les élèves que Joseph Storck sauve durant la Seconde Guerre mondiale se trouve Lazare Landau, futur professeur à l'Université de Strasbourg: « J'avais 12-13 ans à l'époque, se souvient le professeur Landau. Joseph Storck, qui avait même proposé de m'intégrer dans sa famille pour me protéger, ce que mes parents ont refusé, m'a caché dans un réduit le jour où la milice me recherchait. » Un autre élève juif, Marcel Mangel, sera plus connu plus tard sous le nom de Marcel Marceau. Au début de 1943, la Gestapo multiplie les arrestations et les déportations durant des mois Joseph Storck place les jeunes en danger dans des familles d'accueil. Il interdit l'accès du lycée à la police de Vichy.
En mai 1943, 11 élèves membres d'une organisation résistante (le Septième barreau) sont arrêtés et internés au camp de Nexon (Haute-Vienne). L'administration universitaire de Clermont-Ferrand lui donne l'ordre d'exclure immédiatement les élèves. Le 27 mai 1943, Joseph Storck et monsieur Font, professeur d'histoire, prennent leur défense devant le conseil de discipline, qui refuse l'exclusion et s'en tient à leur suspension provisoire. L'administration ne suit pas l'avis du conseil de discipline. Malgré cela Joseph Storck leur rend visite au camp et organise la correction de leurs devoirs avec des professeurs volontaires. Il obtient qu'ils sortent du camp pour passer des examens.
Au printemps 1944, Joseph Storck apprend que la Gestapo va contrôler tous les élèves à la recherche d'enfants juifs. Il s'efforce de trouver tous les motifs possibles pour exclure les élèves juifs du Lycée. Par ce moyen, il évite que les élèves soient présents lors des contrôles. Il sauve ainsi un grand nombre d'élèves juifs.
A la même période, des élèves de terminale volent des couvertures dans un dépôt allemand pour les maquis de la région. Ils sont surpris par la Feldgendarmerie et remis à la Gestapo. Joseph Storck s'y rend pour expliquer qu'il ne s'agit pas d'un acte de Résistance mais d'un vol de la compétence des autorités judiciaires françaises. À la suite de sa démarche, les élèves sont remis aux autorités françaises et transférés à la maison d'arrêt de Limoges.
A la libération de Limoges, il entre au comité départemental de libération et propose les 11 anciens lycéens du réseau Septième barreau pour la médaille de la Résistance française.

### L'Après-Guerre
En 1944 Joseph Storck devient inspecteur d'académie en Alsace, d'abord à Altkirch, puis à Colmar.
Après sa retraite, il est élu maire de Guebwiller, en 1971. Il ne conserve cette position que durant deux ans, à cause de problèmes de santé.
Il meurt en janvier 1989 à Biarritz et est inhumé à Guebwiller.

## Vie privée
Joseph Storck épouse Emma Tschaen, née le 10 avril 1902 à Guebwiller et morte le 2 juin 1996. Ils ont trois enfants : Raymonde (née en 1929), Daniel (né en 1936) et Françoise (née en 1944).

## Distinctions
- Officier de la Légion d'honneur [3];
- Commandeur de l'ordre des Palmes académiques[3];
- Médaille de la Résistance française par décret du 29 novembre 1946[3],[4].

## Reconnaissance
- Il reçoit à titre posthume le titre de Juste parmi les nations (14 juin 1998, mémorial de Yad Vashem, Jérusalem, Israël)[3].
- Citoyen d'honneur de la ville de Limoges.
- Une rue de Limoges porte son nom.
- Un lycée et CFA porte son nom le Lycée des métiers de l'hôtellerie et des services Joseph STORCK à Guebwiller[5],[6].
- Une salle du lycée Gay Lussac porte son nom depuis 2015[7].